# Nudaria discipuncta
Nudaria discipuncta är en fjärilsart som beskrevs av George Francis Hampson 1898. Nudaria discipuncta ingår i släktet Nudaria och familjen björnspinnare. Inga underarter finns listade i Catalogue of Life.